# Беловодье

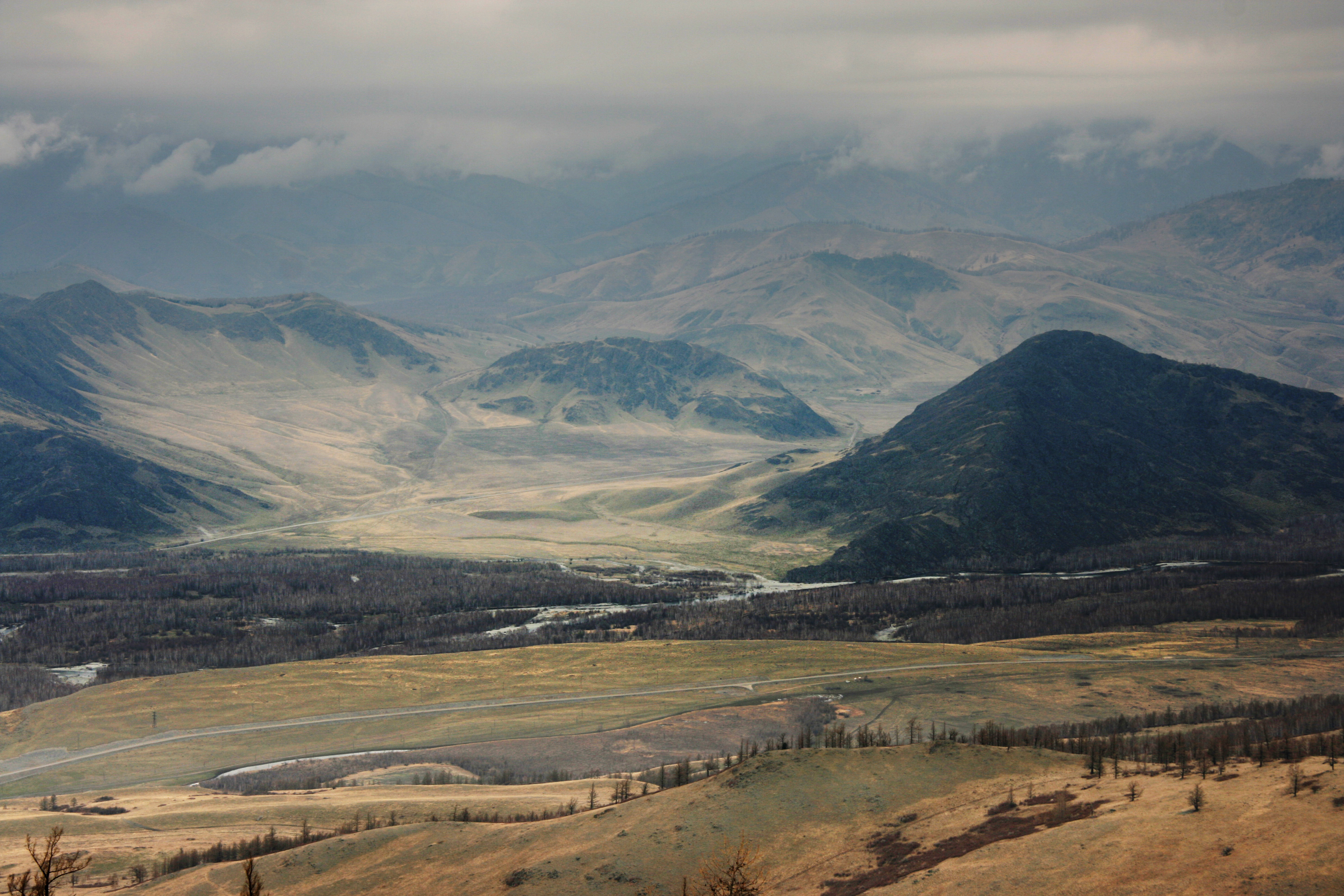
Долина реки Бухтармы, земли по берегам которой первоначально назывались Беловодьем

Белово́дье — в старообрядческих преданиях легендарная страна на востоке от России, где во всей полноте сохранилось «древлеправославное» (дораскольное, «дониконовское») священство, где нет и не может быть антихриста. Легенда сформировалась в конце XVIII — начале XIX века. Легенда не была связана с деятельностью определённого старообрядческого согласия, она развивалась среди поморцев, часовенных, беглопоповцев и др. В Словаре Даля беловодье определяется как не заселённая, вольная земля.
Первоначально, во второй половине XVIII века, Беловодьем назывались земли по берегам реки Бухтармы (правый приток Иртыша), где первые русские поселенцы в течение долгого времени находились вне контроля государства. Присоединение Бухтармы к Российской империи обусловило перенесение понятия Беловодья дальше на восток.
Рассказы о Беловодье принадлежат к числу легенд об утопических странах или обществах (социально-утопических легенд), которые мыслятся как современные носителям традиции и выражают мечту о справедливом общественном устройстве. Для статуса легенды в качестве достоверного знания, как она воспринимается носителями традиции, показательными являются случаи реальных поисков легендарной страны.

## «Путешественник»
Наиболее подробно легенда отражена в «Путешественнике», небольшом по объёму сочинении, автор которого призывает идти в эту страну. Памятник известен ряде списков, объединяемых в три редакции.
Самая подробная редакция называется «севернорусской». В ней рассказ даётся от имени некоего Марка, инока Топозерской обители, скита филипповского согласия, расположенного на острове в Топозере в Архангельской губернии. Марк Топозерский якобы посетил Беловодье вместе с двумя другими иноками. Даётся маршрут в легендарную страну: из Москвы через Казань, Екатеринбург, Тюмень, Барнаул, Бийск («Избенск»), далее в алтайские старообрядческие поселения в долинах рек Бухтарма и Уймон, верховья Катуни, затем 44 дня пути через Китай к берегам «окияна-моря». В этом океане на 70 островах в «Опоньском» (Японском) государстве и находится Беловодье. Текст называет имена Петра Кириллова (Машарова) и инока Иосифа, которые помогли ищущим страну. Оба являются реальными лицами, проживавшими в алтайских деревнях Устюба, Ая и Уймонская. Инок Иосиф (Гудков) появился на Алтае около 1810—1815 годов, на основании чего предполагается, что «Путешественник» был написан не ранее этого времени.
От лица Марка автор формулирует причину посещения легендарной страны: «В восточных странах с великим нашим любопытством и старанием искали древляго благочестия православнаго священства, которое весма нужно ко спасению». Беловодье населяют православные, потомки «ассириян» и русских, которые бежали от гонений католиками и «никонианами». В этой стране есть 170 храмов «асирского языка», патриарх «антиохийского поставления» и четыре митрополита; 40 российских храмов, причём староверы «тоже имеют митрополита и епископов асирского поставления». Страной управляет церковь: «светского суда не имеют, управляют народы и всех людей духовные власти». Люди там не преступают закона: «в тамошних местах татьбы, и воровства, и прочих противных закону не бывает». Если выходцы из России обещают до конца жизни остаться в Беловодье, местные жители принимают их через перекрещивание. Товарищи Марка приняли новое крещение и остались в этой стране. Климат в стране суров: «во время зимы морозы бывают необычайные с рассединами земными, и громы с землетрясением немалым бывают», однако там «всякие земные плоды бывают, родится виноград и сорочинское пшено». Беловодье сказочно богато: «злата и серебра несть числа, драгоценнаго камения и бисера драгого весьма много». Страна закрыта и ни с кем не воюет: «оные опонцы в землю свою никого не пущают и войны ни с кем не имеют».
Вторая и третья редакции «Путешественника» имеют существенные расхождения. Автором памятника во второй и третий редакциях называется инок Михаил. Вторая редакция содержит фрагмент: «А тамо антихрист не может быть и не будет». Страна описывается менее подробно, нет фрагмента о перекрещивании выходцев из России и др.
В «Путешественнике» указывались места, где беглец мог получить помощь. Эти сведения излагались на особом языке, непонятном властям, поэтому для чиновников Беловодье было лишь легендой.

## Развитие легенды
Возникновение легенды связано с колонизацией земель по берегам Бухтармы. Бухтарминская русская община появилась в конечном пункте значимого русского миграционного маршрута, соответствующего реальной части пути, описанной в «Путешественнике». Русские крестьяне-бухтарминцы длительное время жили без контроля властей. Эта вольность стала средой развития утопической легенды, сохранившейся и позднее, после присоединения Бухтармы к Российской империи в 1791 году. Земли в районе Бухтармы во второй половине XVIII века получили название Беловодье. Предполагается, что включение Бухтармы в состав России привели к перенесению в народном сознании Беловодья дальше на восток и формированию легенды в форме, известной из «Путешественника» и слухов, распространённых в XIX веке.
Фольклорист К. В. Чистов и ряд других исследователей считали, что особую роль в формировании и распространении легенды сыграли старообрядцы согласия странников. Однако страннические сочинения XVIII—XX веков не упоминают Беловодье, а страннические рукописи не включают списки «Путешественника».

## Влияние
Легенда о Беловодье в среде старообрядцев была настолько популярна, что привела к возникновению бегунов, одного из беспоповских направлений старообрядчества.

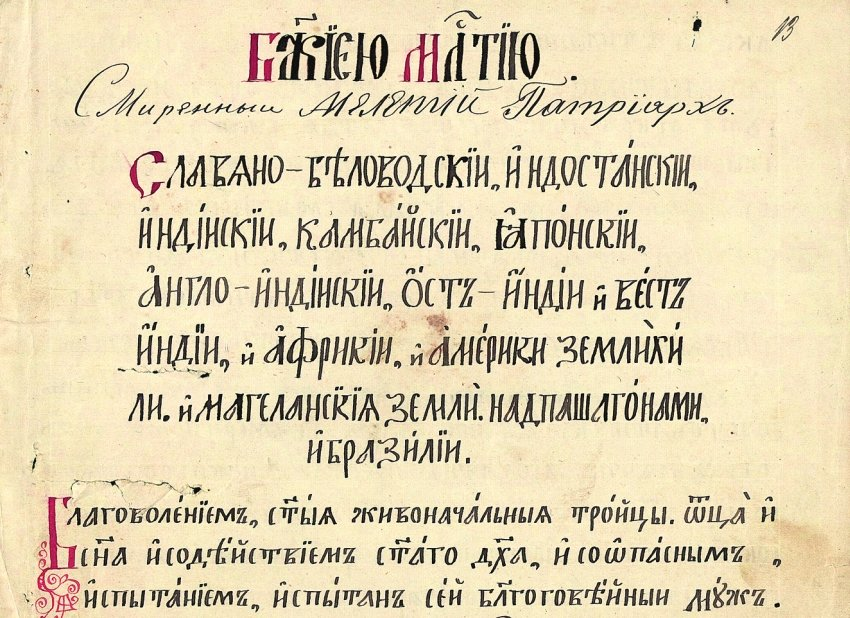
Фрагмент грамоты «архиепископа» Аркадия с перечислением титулов вымышленного патриарха Мелетия

Впервые о Беловодье российскому правительству сообщил алтайский крестьянин Д. М. Бобылёв, который получил сведения от бухтарминцев. В 1807 году Бобылёв передал в Министерство внутренних дел сообщение, что он побывал «на море Беловодье», где живёт до 500 тысяч душ староверов. У них есть церкви, епископы и священники «по старому закону». Эти беловодцы «сами по себе живут, никому дани не платят». Согласно его сообщению, беловодцы изъявили желание вернуться на родину в случае, если им будут даны свобода вероисповедания и право селиться в выбранных ими местах.
Широкое распространение списков «Путешественника» и слухов о Беловодье обусловили попытки поисков легендарной страны. Прежде всего это осуществляли алтайские крестьяне. В 1826—1897 годах происходил ряд коллективных побегов с Алтая, в которых участвовали и беспоповцы, и поповцы. Легенда была широко распространена также в Пермской, Оренбургской, Нижегородской губерниях. Беглецы в поисках Беловодья уходили в том числе в лесные массивы к северу от Томска.
Наиболее популярной легенда была в 1850—1880-х годах. В конце XIX — начале XX века она стала приобретать фольклорный характер.
Часть алтайских каменщиков в 1840-х годах отправилась на поиски Беловодья в Китай. Поход повторился также в начале 1860-х годов. Получили распространение слухи о другой свободной стране — Белогорье, находящейся в горах Тувы. Уймонские каменщики стали одними из первых русских поселенцев, проникших в Туву в 1850—1860-х годах в поисках Белогорья.
В 1870-х — 1890-х годах получил известность авантюрист Аркадий Беловодский, выдававший себя за епископа «беловодского поставления». На Урале и в губерниях Северной и Центральной России он рукополагал священников и вступал в полемику с представителями Белокриницкой иерархии. В 1898 году на поиски легендарной земли отправились уральские казаки, которые побывали на Ближнем Востоке, на Цейлоне, в Сингапуре, Китае и Японии.

## Публикации текстов легенды
- Чистов К. В. Легенда о Беловодье // Труды Карельского филиала АН СССР. — Петрозаводск, 1962. — Т. 35. — С. 116—181 (публикация «Путешественника»).
- Лобанов В. Ф. Новый список «Путешественника» инока Михаила // Сибирское источниковедение и археография. — Новосибирск, 1980. — С. 208—211
- Сморгунова Е. М. Исход староверов вчера и сегодня: уход от мира и поиски земли обетованной // История Церкви: изучение и преподавание: Материалы научной конференции, посвящённой 2000-летию христианства, 23—25 ноября 1999 г. — Екатеринбург, 1999. — С. 211—219.
- Хохлов Г. Т. Путешествие уральских казаков в «Беловодское царство»